# Punikve
Punikve is een plaats in de gemeente Ivanec in de Kroatische provincie Varaždin. De plaats telt 457 inwoners (2001).